# Propagacja (wytrzymałość materiałów)
Propagacja – w wytrzymałości materiałów może oznaczać rozprzestrzenianie się uszkodzenia w materiale poddanym naprężeniu. Mówimy wtedy o propagacji pęknięć. Zjawisko takie ma miejsce podczas kruchego pękania.